# Coqueetaa
Coqueetaa o Coquetaa o Coquietaa (in lingua zapoteca Coqui tao oppure Coquietaa, "grande signore o re") era la divinità zapoteca delle medicine.
Secondo alcuni corrisponderebbe a Lera ahuila, la divinità della morte.